# Jordan League 2022
Die Jordan League 2022, auch bekannt als The Jordanian Pro League, war die 70. Spielzeit der höchsten jordanischen Fußballliga seit ihrer Gründung im Jahr 1944. Ausgetragen wurde der Wettbewerb vom jordanischen Fußballverband. An der Liga nahmen zwölf Mannschaften teil. Die Saison begann am 8. April 2022 und endete am 4. November 2022. Titelverteidiger war Al-Ramtha SC.

## Mannschaften
| Mannschaft         | Standort               | Stadion                                | Kapazität |
| ------------------ | ---------------------- | -------------------------------------- | --------- |
| al-Faisaly         | Amman                  | Amman International Stadium            | 17.619    |
| Al-Hussein SC      | Irbid                  | Stadion Al-Hasan                       | 12.000    |
| Al-Jazeera         | Amman                  | Amman International Stadium            | 17.619    |
| Al-Ramtha SC       | Ar-Ramtha              | Prince Hashim Stadium                  | 5.000     |
| Al-Salt SC         | Salt                   | Prince Hussein Bin Abdullah II Stadium | 7.500     |
| Al-Sareeh SC       | Irbid                  | Stadion Al-Hasan                       | 12.000    |
| al-Wihdat          | Amman                  | King Abdullah II Stadium               | 13.000    |
| Ma'an SC           | Maʿan                  | Princess Haya Stadium                  | 1.000     |
| Mgaear al-Sarhan   | Gouvernement al-Mafraq | Prinz-Mohammed-Stadion                 | 15.000    |
| Sahab SC           | Amman                  | King Abdullah II Stadium               | 13.000    |
| Shabab al-Aqaba SC | Akaba                  | Al-Aqaba Stadium                       | 3.800     |
| Shabab al-Ordon    | Amman                  | King Abdullah II Stadium               | 13.000    |

## Tabelle
Stand: Saisonende 2022
| Pl. | Verein               | Sp. | S  | U | N  | Tore    | Diff. | Punkte |
| --- | -------------------- | --- | -- | - | -- | ------- | ----- | ------ |
| 1.  | al-Faisaly           | 22  | 15 | 6 | 1  | 046:120 | +34   | 51     |
| 2.  | al-Wihdat            | 22  | 15 | 5 | 2  | 033:110 | +22   | 50     |
| 3.  | Al-Hussein SC        | 22  | 15 | 5 | 2  | 035:140 | +21   | 50     |
| 4.  | Shabab al-Ordon      | 22  | 10 | 3 | 9  | 032:290 | +3    | 33     |
| 5.  | Shabab al-Aqaba SC   | 22  | 8  | 7 | 7  | 019:240 | −5    | 31     |
| 6.  | Al-Ramtha SC (M)     | 22  | 7  | 5 | 10 | 027:250 | +2    | 26     |
| 7.  | Ma'an SC             | 22  | 7  | 4 | 11 | 024:420 | −18   | 25     |
| 8.  | Al-Salt SC           | 22  | 6  | 6 | 10 | 022:300 | −8    | 24     |
| 9.  | Sahab SC             | 22  | 5  | 9 | 8  | 018:230 | −5    | 24     |
| 10. | Mgaear al-Sarhan (N) | 22  | 4  | 7 | 11 | 018:300 | −12   | 19     |
| 11. | Al-Sareeh SC (N)     | 22  | 5  | 2 | 15 | 020:340 | −14   | 17     |
| 12. | Al-Jazeera           | 22  | 3  | 5 | 14 | 018:380 | −20   | 14     |

| Zum Saisonende 2022: |
| Jordanischer Meister und Teilnahme an der Gruppenphase der AFC Champions League Teilnahme an der Vorrunde der AFC Champions League Abstieg in die zweite Liga |

| Zum Saisonende 2021: |                                                                 |
| (M)                  | Amtierender Meister: Al-Ramtha SC                               |
| (N)                  | Aufsteiger aus der zweiten Liga: Mgaear al-Sarhan, Al-Sareeh SC |